# Etha Fles

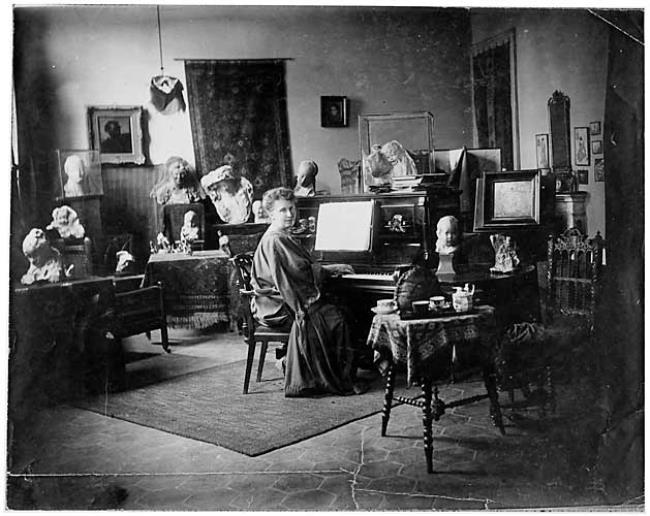
Etha Fles aan de piano in haar atelier te Rome, rond 1911

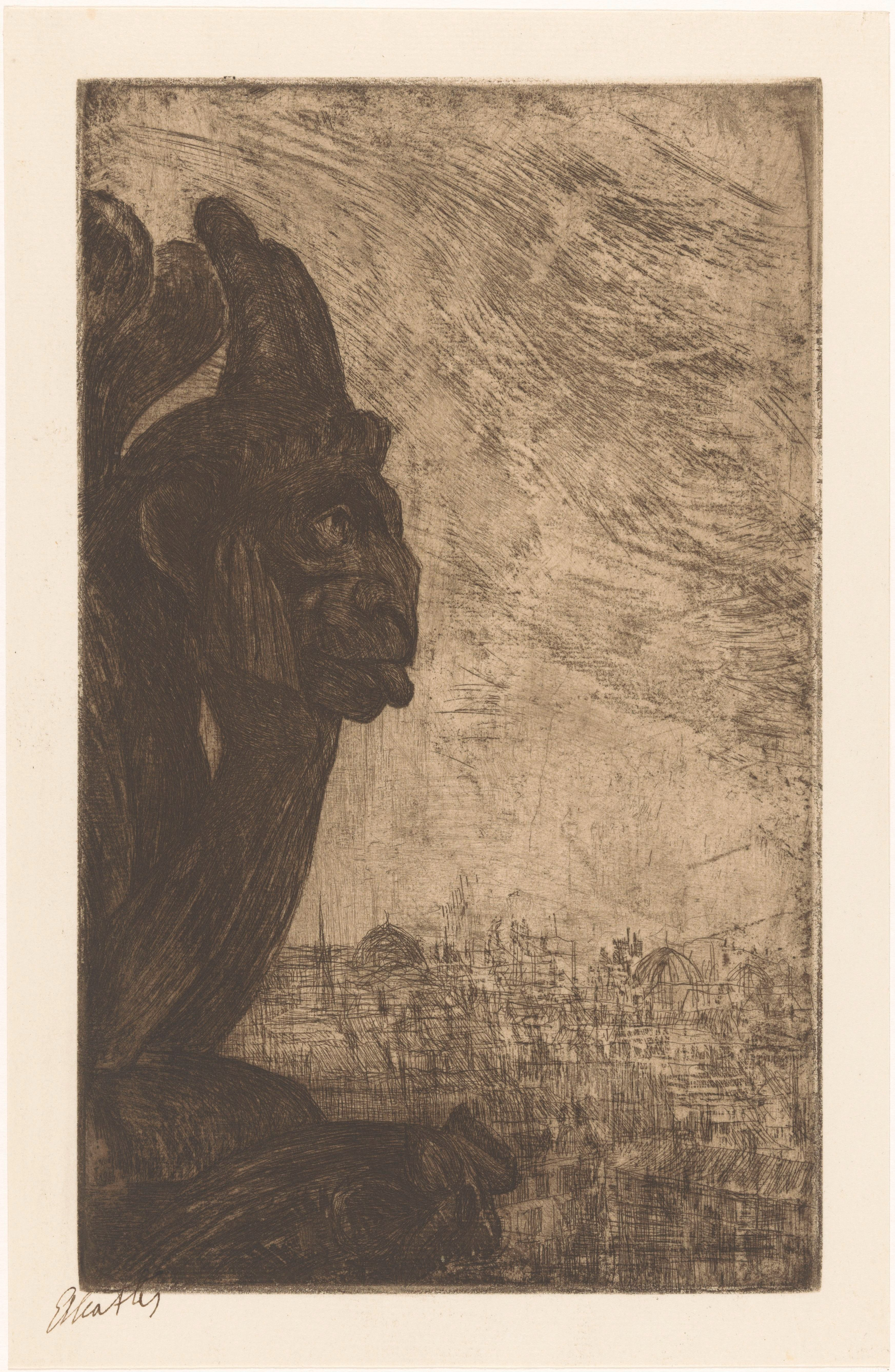
Chimère van de Notre-Dame, ets-droge naald, ca. 1900

Margaretha Tekla Johanna (Etha) Fles (Utrecht, 1 mei 1857 – Bergen, 31 januari 1948) was een Nederlandse kunstcriticus, schrijfster en schilderes, die wordt gerekend tot de Larense School en de Tachtigers.

## Leven en werk
Etha Fles was een dochter van de oogheelkundige Joseph Alexander Fles (1819-1905) en de amateurschilderes Teunsijna Johanna Albertine Kranenburg (1827-1878). Haar zus Anna Fles (1854-1906) was spraak- en zanglerares en tekstdichter.
Fles werd opgeleid aan de Amsterdamse Rijksacademie (1881-1884) als leerling van August Allebé. Met studiegenote Wally Moes huurde ze enige tijd een villa in Laren naast Anton Mauve, van wie ze raadgevingen kreeg. Ze vestigde zich vervolgens in Utrecht. Ze zette zich in voor de moderne kunst en was in 1895 oprichtster van Voor de Kunst, een afsplitsing van het behoudende Genootschap Kunstliefde. Voorzitter werd J.F. van Someren, Fles was secretaris en edelsmid Jan Brom een van de bestuursleden. De vereniging was een platform voor het impressionisme in Nederland. Fles was ook lid van de Pulchri Studio, Arti et Amicitiae en Nederlandsche Etsclub en medeoprichter en bestuurslid van de Vereeniging tot Bevordering der Grafische Kunst.
De kunstenares schilderde, etste en aquarelleerde (bloem)stillevens, portretten, landschappen en stadsgezichten. Ze was daarnaast actief als kunstcriticus en schreef onder meer voor Elsevier's Geïllustreerd Maandschrift en de rubriek Uit Arti voor het tijdschrift Hollandia. Ze schreef enkele kunsthistorische werken, waaronder Inleiding tot een kunstgeschiedenis (1903) en Handboek der Kunstgeschiedenis (1935). Haar publicaties misten een gedegen ondergrond, en ze deed het beter als initiator van tentoonstellingen voor moderne kunst. Op de Exposition Universelle, de wereldtentoonstelling in Parijs (1900), ontmoette Fles de Italiaanse beeldhouwer Medardo Rosso. Ze publiceerde over hem in Medardo Rosso, Impressions (1906) en vertegenwoordigde hem in Nederland.
Fles liet door architect H.P. Berlage in 1906 in het schildersdorp Bergen het huis De Zonnebloem bouwen. Ze woonde later onder meer in Italië en Zwitserland, tot ze zich in 1945 definitief op De Zonnebloem vestigde. Ze overleed er een aantal jaren later, op 90-jarige leeftijd.